# Hell is Sold Out
Hell is Sold Out es una película británica de drama de 1951 dirigida por Michael Anderson y protagonizada por Mai Zetterling, Herbert Lom y Richard Attenborough. Está basada en la novela homónima de Maurice Dekobra.

## Sinopsis
El novelista francés Domenic Danges vuelve inesperadamente para encontrar a una mujer sueca haciéndose pasar por su viuda que ha publicado una novela con el nombre de Danges. Un triángulo amoroso aparece cuando un prisionero se enamora de Valerie, una mujer que publica un libro bajo el nombre de un hombre que se creía muerto.

## Reparto
- Mai Zetterling como Valerie Martin.
- Herbert Lom como Dominic Danges.
- Richard Attenborough como Pierre Bonnet.
- Hermione Baddeley como Madame Louise Menstrier.
- Nicholas Hannen como François.
- Olaf Pooley como Cheri, secretario hombre.
- Eric Pohlmann como Louis, el propietario.
- Kathleen Byron como Arlette de Balzamann.
- Joan Young como la señora Gertrude de Montfort Cole.
- Althea Orr como la señora Eunice Weinhardt.
- Virginia Bedard como la señora Irma Reinhardt.
- Joan Hickson como Hortense, ama de casa.